# 室町澄子
室町 澄子（むろまち すみこ、1946年8月13日 - ）は、元NHKチーフアナウンサー。

## 来歴・人物
現在の茨城県つくば市出身。東京都立一橋高等学校を経て東京女子大学に進学した。大学在学中は放送研究会に所属した。大学卒業後、1969年に入局した。「女性が続けてゆける仕事」とアナウンサーに興味を持ってはいたが、本人曰く「すらすら話せるタイプではなかった」ということで、第一志望はディレクターだったという。以後60歳定年により2006年8月31日で退職し、ラジオセンター嘱託（厳密にはフリーランス）となるまで、ずっと東京アナウンス室とラジオセンターに属した。
1972年から74年まで、杉澤陽太郎とともにインタビュー番組『女性手帳』を担当する。その当時の話を埼玉県東松山市が開催した講演会「彫刻のモデルになる - YouTube【高田博厚没後30年記念　思索の灯】」で、披露している。
朝のニュースショー番組の草分けである『スタジオ102』のアシスタントをはじめ数多くの番組の司会を担当した。1995年から2006年3月まで『ラジオ深夜便』のアンカーを務め、並行して制作ディレクターも務めていた。
『ラジオ深夜便』引退後も暫くNHKに嘱託で籍を置いていたが、その後は完全に退き、長野県軽井沢町で和風料理レストラン「お料理とギャラリー　室町」を、2012年3月まで経営した。その後、2019年3月までは、墨田区吾妻橋で「古伊万里と江戸手ぬぐい　室町」を経営していた。また、市松人形に深い造詣を持っていることで知られている。

## 『ラジオ深夜便』
『ラジオ深夜便』では、月に1回アンカーの企画によるコーナーが設けられているが、室町は「東京ぶらり旅」「ミッドナイトクッキング」の2本立てとした。
「東京ぶらり旅」は、室町が子供時代から過ごした東京23区の知られざる場所を、画家兼絵本作家のおのちよと訪ね歩くもの。2人は自分たちのことを“ラジオ深夜便の弥次喜多コンビ”と称し、時に準レギュラーの力も借りながら道中を繰り広げていった。室町が番組を引退するときには、「深夜便の集い」ならぬ「ぶらり旅の集い」のようなイベントまで行われた。
「ミッドナイトクッキング」は、室町が料理のレパートリーを広げようと、料理研究家・浜田ひろみのスタジオに録音機を持って行って料理を習うという、一風変わった料理教室のコーナーで、レシピ本も発売された。アンカー引退後もしばらく続けられていた（2006年4月より毎週放送。当初木曜→2007年4月から土曜）。

## 著書
- 室町澄子『女性のためのさわやか会話術入門―話上手になるために 』土屋書店(1980年)
- 室町澄子『女性のためのエチケット会話入門 』土屋書店(1982年)　ISBN 4806900672
- 室町澄子『仕事上手になるOL秘訣集―コピーとりで終わりたくない人のために』日本文芸社(1985年)  ISBN 4537010096
- 室町澄子『心がふっくらとした午後』日本放送出版協会(1990年) ISBN 4140051655
- 室町澄子、おのちよ『東京ぶらり旅―トラネコ澄ちゃんがゆく』 小学館(2000年)  ISBN 4098400596
- 室町澄子『またたびふたたび東京ぶらり旅―NHKラジオ深夜便』 日本放送出版協会 (2003年) ISBN 4140054174